# 24199 Царевський
24199 Царевський (24199 Tsarevsky) — астероїд головного поясу, відкритий 6 грудня 1999 року.
Тіссеранів параметр щодо Юпітера — 3,195.